# Manzoor Hussain Atif
Manzoor Hussain Atif (4. rujna 1928. – 8. prosinca 2008.) je bivši pakistanski hokejaš na travi i vojnik. Bio je igračem, trenerom i dužnosnikom pakistanskih športskih organizacija. Nastupio je kao igrač na četiri olimpijade.
Nastupio je na hokejaškom turniru na Olimpijskim igrama 1952. u Helsinkiju je igrao za Pakistan, koji je osvojio 4. mjesto.
Na hokejaškom turniru na Olimpijskim igrama 1956. u Melbourneu je igrao za Pakistan, koji je osvojio srebrno odličje.
Na hokejaškom turniru na Olimpijskim igrama 1960. u Rimu je igrao za Pakistan, koji je osvojio zlatno odličje.
Na hokejaškom turniru na Olimpijskim igrama 1964. u Tokiju je igrao za Pakistan, koji je osvojio srebrno odličje. Nakon ovih OI se povukao iz igračke karijere. 
Ipak, vratio se na olimpijska borilišta kao trener izabranog pakistanog sastava. Vodio je Pakistan na četiri velika natjecanja u hokeju na travi: OI 1968. u Ciudad Mexicu, 1976. u Montrealu, 1984. u Los Angelesu i SP u hokeju na travi 1982. Pobijedio je na svima, a jedino zlato nije osvojio 1976., kad je u poluzavršnici izgubio jedini susret u svom trenerskom mandatu.
Obnašao je visoke dužnosti u pakistanskom i azijskom hokeju. Bio je tajnikom Pakistanske hokejaške federacije, Azijske hokejske federacije i čelnikom odbora za pravila Međunarodne hokejske federacije.

## Vanjske poveznice
- Profil na Sports Reference.com  Arhivirana inačica izvorne stranice od 29. studenoga 2010. (Wayback Machine)